# Habrotrocha rosa
Habrotrocha rosa is een soort raderdiertje (Rotifera). De soort komt voor in het Afrotropisch, Australaziatisch, Nearctisch, Neotropisch en Palearctisch gebied. De soort is onder andere aangetroffen in bladafval, aarde en mos in in Europa en Nieuw-Zeeland en in de beker van de paarse trompetbekerplant in Noord-Amerika. Het is een van de vele soorten die een leefgemeenschap vormen in de met water gevulde bekers van deze plant.